# تراست سرمایه‌گذاری
تراست سرمایه‌گذاری، (به انگلیسی: Investment Trust) یا بنیاد امانت‌داری سرمایه‌گذاری، شکلی از سرمایه‌گذاری اشتراکی می‌باشد، که بیشتر در بریتانیا به چشم می‌خورد. بنیادهای امانت دارای سرمایه‌گذاری، صندوق مشترک با سرمایه محدود هستند و به‌عنوان شرکت‌های عمومی محدود ساخته می‌شوند.
این نام تا حدودی گمراه‌کننده می‌باشد، واژه تراست، که در تراست سرمایه‌گذاری بکار رفته، به معنای "تراست قانونی" نیست، بلکه به یک شرکت یا یک شخص حقوقی اشاره دارد.
ساختار سازمانی و نحوه عملکرد تراست‌های سرمایه‌گذاری بگونه‌ای است، که اغلب دارای کارمند نمی‌باشند و کارکنان آنها، تنها به چند عضو هیئت مدیره محدود می‌شود، که صرفاً از مدیران غیر اجرایی تشکیل شده‌است.
درآمد تراست‌های سرمایه‌گذاری، از طریق مبادلات دارایی‌ها و دادوستد سهام شرکت‌ها حاصل می‌شود. 
دارایی‌های یک تراست عمومأ در قالب وجه نقد، اوراق بهادار و سهام شرکت‌ها است و کنترل آن، در اختیار اعضای هیئت مدیره می‌باشد. هیئت مدیره مسئولیت سرمایه‌گذاری در سهام شرکت‌ها را به یک شرکت مدیریت دارایی حرفه‌ای محول می‌نماید.
سهام تراست‌های سرمایه‌گذاری نیز همانند سهام شرکت‌های عمومی در بورس اوراق بهادار دادوستد می‌شود.